# Simplified
Simplified es el noveno álbum de estudio del grupo inglés Simply Red. Fue lanzado en 2005 sólo para Europa, y se caracteriza por una inclinación hacia la música tropical; de esta forma, fueron hechas nuevas versiones de éxitos del grupo, como Something got me started y Fairground.

## Lista de canciones
Todas las canciones escritas y compuestas por Mick Hucknall. 
| N.º   | Título                      | Duración |  |
| 1.    | «Perfect love»              | 3:11     |  |
| 2.    | «Something got me started»  | 3:44     |  |
| 3.    | «Holding back the years»    | 4:21     |  |
| 4.    | «More»                      | 4:18     |  |
| 5.    | «A song for you»            | 4:07     |  |
| 6.    | «Your mirror»               | 4:14     |  |
| 7.    | «Fairground»                | 5:18     |  |
| 8.    | «My perfect love»           | 3:37     |  |
| 9.    | «Smile»                     | 3:10     |  |
| 10.   | «Sad old red»               | 5:44     |  |
| 11.   | «For your babies»           | 4:26     |  |
| 12.   | «Ev'ry time we say goodbye» | 3:08     |  |
| 49:18 |                             |          |  |

Holding back the years y Sad old red pertenecen al disco Picture book (1985).
Ev'ry time we say goodbye pertenece al disco Men and Women (1987).
More pertenece al disco A new flame (1989).
Something got me started, Your mirror y For your babies pertenecen al disco Stars (1991).
Fairground pertenece al disco Life (1995).
Perfect love, A song for you y Smile son canciones inéditas. My perfect love es una versión de Perfect love.